# AWK
AWK je minijaturni programski jezik za obradu tekstualnih podataka, uobičajen na Unix/linux operacijskim sustavima. Ime mu je sastavljeno od početnih slova prezimena njegovih triju autora: Aho, Weinberger i Kernighan.

## Primjeri
Zadani oblik popisa:
```
-rwxr-xr-x       73 a.out
```

Ako se želi dobiti popis koji zadovoljava sljedeće uvjete:
- na popisu se nalaze sve obične datoteke u tekućem direktoriju (one s oznakom -), na popisu se ne smiju nalaziti direktoriji ili specijalne datoteke (oznake d ili c ili bilo koja druga oznaka osim crtice)
- popis ima tri stupca oblika
  - prvi stupac je širok 10 znakova, čini ga niz od 10 znakova koji opisuju tip datoteke (jedan znak, crtica odnosno -), te nakon toga tri skupa po tri slova koja označuju prava pristupa datoteci
  - drugi stupac je širok 8 znakova, čini ga veličina datoteke u bajtovima, centrirana u desno
  - treći stupac je ime datoteke, centrirano u lijevo

Ovaj popis moguće je dobiti na više načina, možda najkraći je sljedeći:
```
ls
 
-al
 
|
 
grep
 
'^-'
 
|
 
awk
 
'{ print $1,$5,$9 }'
 
|
 
xargs
 
printf
 
"%s %8s %s\n"

```

Objašnjenje:
- ls - je naredba kojom se dobiva popis datoteka u direktoriju, parametar l daje dugački ispis, bez njega ne bi dobili podatak o veličini datoteke, parametar a daje popis svih datoteka, bez njega ne bi dobili datoteke čije ime počinje s točkom
- grep - odbacujemo elemente popisa koji nisu obične datoteke
- awk - biramo prvi, peti i deveti stupac
- xargs - printf "ne zna" primati ulaz redak po redak, nego samo kao jedan redak, što se rješava xargs naredbom
- printf se brine za ispis po specifikaciji, centriranje lijevo ili desno itd.

Izbor prvog, petog i devetog stupca iz ulaznih podataka mogao se dobiti i na neke druge načine, ali kako je već navedeno, ovo je možda najkraći i time ujedno najelegantniji način.

## Vanjske poveznice
- https://web.archive.org/web/20120310003603/http://en.flossmanuals.net/command-line/ch044_awk/ - ukratko što je awk i nekoliko primjera
- http://www.ibm.com/developerworks/library/l-awk1/ - Tečaj awk-a na IBM-ovim stranicama
- https://www.gnu.org/software/gawk/manual/gawk.html - detaljna specifikacija GNU implementacije awk-a